# جورج ويليام بالمر
جورج ويليام بالمر (بالإنجليزية: George William Palmer)‏ هو محامي ودبلوماسي وقاضي وسياسي أمريكي، ولد في 13 يناير 1818 في هوسكيت في الولايات المتحدة، وتوفي في 12 مارس 1916 في بلاتسبورغ في الولايات المتحدة. حزبياً، نشط في الحزب الجمهوري. وقد انتخب عضو جمعية ولاية نيويورك وانتخب عضو مجلس النواب الأمريكي.